# Majdan Królewski (gmina)
Pour la localité, voir Majdan Królewski.
Majdan Królewski [ˈmai̯dan kruˈlɛfski] est une commune rurale de la Voïvodie des Basses-Carpates et du powiat de Kolbuszowa. Elle s'étend sur 155,8 km2 et comptait 9 657 habitants en 2010.
Elle se situe à environ 15 kilomètres au nord de Kolbuszowa et à 43 kilomètres au nord-ouest de Rzeszów, la capitale régionale.